# Canegrate
Canegrate – miejscowość i gmina we Włoszech, w regionie Lombardia, w prowincji Mediolan.
Według danych na rok 2004 gminę zamieszkiwało 11 809 osób, 2361,8 os./km².
W miejscowości znajduje się stacja kolejowa Canegrate.